# S Doradus
Az S Doradus a legfényesebb csillag a Nagy Magellán-felhőben, a Tejútrendszer egyik kísérőgalaxisában. Ez egy hiperóriás, és az egyik legfényesebb ismert csillag (néha az abszolút fényessége több mint -10 magnitúdó), de olyan messze van, hogy szabad szemmel nem látható.
Ez a csillag a névadója az S Doradus változócsillag osztálynak, más néven a fényes kék változócsillag típusnak. Az S Doradus hosszan és lassan változó fényességű, amelyeket alkalmi kitörések szakítottak meg.

## Külső hivatkozások
- https://web.archive.org/web/20090905010022/http://www.seds.org/~spider/spider/Misc/sDor.html
- http://www.daviddarling.info/encyclopedia/S/S_Doradus.html
- Luminous stars and associations in galaxies: proceedings of the 116th Symposium of the International Astronomical Union
- http://jumk.de/astronomie/big-stars/s-doradus.shtml